# اختلال شخصیت
اختلالات شخصیت عبارت‌اند از مجموعه اختلال‌های روان‌شناختی که ویژگی اصلی آن‌ها رفتارهای خشک و غیرقابل انعطاف است. این رفتارها به اشخاص آسیب می‌رساند؛ چون مانع سازگاری آن‌ها با الزام‌های زندگی روزانه می‌شود و روابط آن‌ها را با دیگران مختل می‌سازد.

## اختلال شخصیت
شخصیت، بیانگر آن دسته از ویژگی‌های فردی است که شامل الگوهای ثابت فکری، عاطفی و رفتاری است (پروین، جان، ۲۰۰۱، ص۳). این تعریف بیانگر آن دسته از ویژگی‌های فردی با ثبات چه در زمینهٔ فکری، رفتاری یا عاطفی است.
اختلال یا نابهنجاری بر اساس چهار خصیصه تعریف شده‌است که عبارت‌اند از:
1. پریشانی: تجربه عذاب هیجانی یا جسمانی، در زندگی متداول
2. اختلال: کاهش توانایی فرد در انجام امور روزمره به‌طوری‌که نتواند کارهایش را به نحو مطلوب انجام دهد.
3. به مخاطره انداختن خود و دیگران با کارهایی که انجام می‌دهند.
4. لحاظ اجتماعی و فرهنگی غیرقابل قبول باشد.

اشخاصی که به اختلال‌های شخصیتی دچار هستند، صفات شخصیتی ناسازگارانه دارند و این صفت‌ها آن‌قدر ژرف و عمیق حکاکی شده‌اند که در برابر هرگونه تغییر و دگرگونی مقاومت می‌کنند. در بیشتر مواقع این اشخاص گمان می‌کنند که دیگران باید تغییر کنند تا با آن‌ها مطابقت داشته باشند و نه بر عکس. اشخاص مبتلا به اختلال‌های شخصیت، خود و دنیا را به گونه‌ای تفسیر می‌کنند که برایشان به شدت ناراحت‌کننده است یا توانایی آن‌ها را برای زندگی عادی از بین می‌برد. تجربه‌های ناسازگارانهٔ آن‌ها از خودشان و دنیا از کودکی و نوجوانی آغاز می‌شود و به‌تدریج و در همه جا بر زندگی‌شان تأثیر می‌گذارد. اختلال‌های شخصیت، انواع مختلف دارد و اندیشه، احساسات، و رفتارهای مورد تجربهٔ شخص، بسته به نوع اختلال شخصیت می‌تواند متفاوت باشد. شخصیت می‌تواند سازگار یا ناسازگار باشد و این ارتباط نزدیکی با «انعطاف‌پذیری» دارد. اختلال شخصیت یعنی «رفتارهای ناسازگار و انعطاف‌ناپذیر در برخورد با محیط و موقعیت‌ها».
آن‌ها ممکن است ناگهان حرف‌هایی بر اساس محیط فعلی خود بزنند که خود از آن حرف پشیمان شوند.

## ارتباط سازوکارهای دفاعی در اختلالات شخصیت با افسردگی و اضطراب
دفاع‌ها در موثرترین حالتِ خود به ویژه در افراد مبتلا به اختلال شخصیت می‌توانند اضطراب و افسردگی را به کلی از بین ببرند. پس یکی از دلایل عمده افراد مبتلا به اختلالات شخصیت از تغییر ندادن رفتارشان همین است که دست کشیدن از هر دفاع یعنی بیشتر شدن اضطراب و افسردگی خودآگاهانه آن‌ها.

## طبقه‌بندی اختلالات
بر اساس DSM-IV-TR ده اختلال شخصیت در سه گروه طبقه‌بندی شده‌است.

### گروه A افراد عجیب و نامتعارف
- اختلال شخصیت پارانوئید[۳]
- اختلال شخصیت اسکیزوئید[۴]
- اختلال شخصیت اسکیزوتایپال[۵]

### گروه B افراد نمایشی-احساساتی و دمدمی
- ضد اجتماعی[۶]
- اختلال شخصیتی مرزی[۷]
- اختلال شخصیت نمایشی[۸]
- اختلال شخصیت خودشیفته[۹]

### گروه C افراد مضطرب و هراسان
- اختلال شخصیت دوری‌گزین (اجتنابی)[۱۰]
- اختلال شخصیت وابسته
- اختلال شخصیت وسواسی جبری[۱۱]

### سایر اختلالات شخصیت
- اختلال شخصیت افسرده[۱۲]
- منفعل - مهاجم[۱۳]

### ملاک‌های تشخیصی کلی برای اختلال شخصیت
1. یک الگوی پایدار در گسترهٔ وسیعی از موقعیت‌های شخصی و اجتماعی، انعطاف‌ناپذیر و فراگیر است.
2. این الگوی پایدار از لحاظ بالینی به پریشانی یا اختلال قابل ملاحظه در کارکرد اجتماعی، شغلی یا سایر زمینه‌های مهم کارکرد منجر می‌شود.
3. این الگو، با ثبات و طولانی مدت است و آغاز آن را می‌توان دست کم در نوجوانی یا اوایل بزرگسالی جستجو کرد.
4. این الگوی پایدار به نحو بهتری به عنوان جلوه یا پیامد اختلال روانی دیگر تبیین نمی‌شود.
5. این الگوی پایدار ناشی از اثرات فیزیولوژیایی مستقیم یک ماده (مانند سوء مصرف یک دارو، دارو درمانی) یا یک بیماری جسمانی (مانند آسیب سر) نیست.
6. این الگوی پایدار از رفتار و تجربهٔ درونی که به میزان قابل ملاحظه‌ای با انتظارات فرهنگی فرد مغایرت دارد. این الگو در دو (یا بیشتر از دو) مورد از موارد زیر آشکار می‌شود:

- شناخت (یعنی راه‌های ادراک و تفسیر خویشتن، دیگران و رویدادها)
- هیجان پذیری (یعنی دامنه، شدت، نااستواری هیجانی و مناسب بودن پاسخ هیجانی)
- کارکرد میان فردی
- کنترل تکانه